# Eldringen

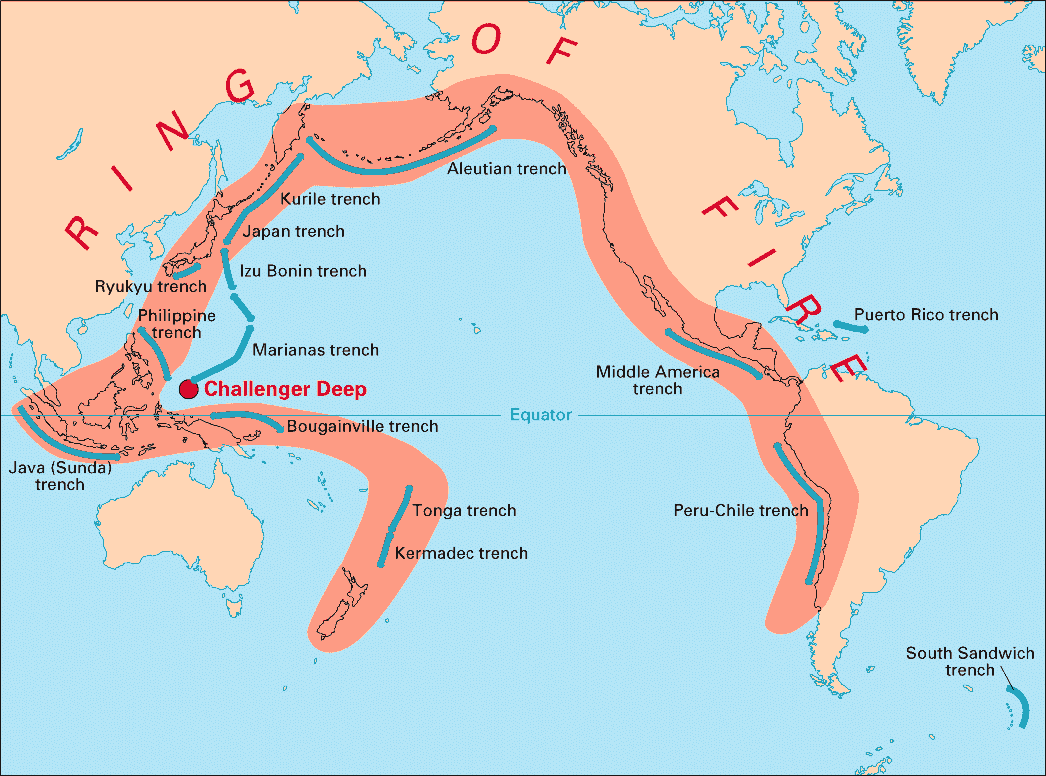
Karta över Eldringen (på engelska).

Eldringen är den ring av vulkanisk aktivitet som finns runt Stilla Havet. Eldringen är mest känd i geologiska sammanhang för sin höga tektoniska aktivitet, där många vulkaner och jordbävningar förekommer. Inom eldringen finns det 452 vulkaner och över 75 % av världens aktiva och slocknade vulkaner. Ungefär 90 % av jordens jordskalv och 80 % av jordens större jordbävningar uppträder i området.

## Utbredning
Eldringen löper i   4 000 mil längs Chile, norrut genom Centralamerika, Mexiko och USA:s västkust till södra delen av Alaska, västerut genom ögruppen Aleuterna, söderut till Japan, Filippinerna och Indonesien och sedan österut igen över Nya Guinea, sydvästra Stilla havet och Nya Zeeland. Eldringen har med andra ord en längd som är lika stor som jordens omkrets. Eldringen är annars ett tämligen oegentligt namn vilket framgår av kartbilden. Det är mer frågan om en hästsko, den 40 000 kilometer långa randen av vulkanism..
Nästan hälften av världens befolkning lever längs med ringen eller i dess närhet. Några av världens största metropolområden gränsar till Eldringen: Tokyo, Seoul, Los Angeles och Mexico City.